# Oukuriella gracilis
Oukuriella gracilis är en tvåvingeart som beskrevs av Messias, Oliveira och Ernst Josef Fittkau 2000. Oukuriella gracilis ingår i släktet Oukuriella och familjen fjädermyggor. Inga underarter finns listade i Catalogue of Life.